# U.S. Route 93
U.S. Route 93 (ou U.S. Highway 93) é uma autoestrada dos Estados Unidos.
Faz a ligação do Sul para o Norte. A U.S. Route 93 foi construída em 1926 e tem 1 457 milhas (2 345 km).

## Principais ligações
Autoestrada 40 perto de Kingman

 Autoestrada 15 em Las Vegas

 US 50 perto de Ely

 Autoestrada 80 em Wells

 Autoestrada 84 em Twin Falls

 Autoestrada 90 em Missoula

 US 2 em Kalispell